# Biston approximata
Biston approximata là một loài bướm đêm trong họ Geometridae.